# Doctor Who: Series 6 (саундтрек)
Саундтрек к шестому сезону «Доктора Кто» вышел 19 декабря 2011 года и стал третьим по счёту саундтреком к возрождённому сериалу от Silva Screen Records, который представлял собой набор из двух дисков. Первоначально релиз был запланирован на 5 декабря 2011 года, но впоследствии был перенесён на более поздний срок. Кроме того, 1 ноября 2011 года Мюррей Голд и Джейк Джексон опубликовали на своих страницах в социальной сети Twitter сообщение о том, что поклонники «Доктора Кто» сами решат, какие треки из шестого сезона сериала войдут в официальный саундтрек. 24 ноября 201 года Silva Screen опубликовал полный список треков.

## Материал
Для саундтрека шестого сезона композитор Мюррей Голд и дирижёр Бен Фостер продолжили создавать вариации и аранжировки более старых тем. Так, для первой истории сезона, «Невозможный астронавт» / «День Луны», темы Одиннадцатого Доктора «I Am The Doctor» и «The Mad Man With A Box» были изменены таким образом, чтобы звучать более по-американски, также как и тема Пандорики (треки «I Am The Doctor In Utah», «1969», «The Impossible Astronaut», «Help Is On Its Way», «Day of the Moon», «The Majestic Tale (Of A Madman In A Box)»). Трек «Day of the Moon» первоначально был записан для сцены убийства агентов Тишины, но в самый последний момент его заменили на «The Majestic Tale (Of A Madman In A Box)». При создании музыки к серии «Проклятие чёрной метки» Голд взял за образец мотивы из пиратского фольклора, а певица Halia Meguid исполнила песню сирены «Deadly Siren».
Для эпизода «Комплекс Бога» использовалась главным образом электронная музыка. Трек из «Ночных кошмаров», получивший название «Tick Tock, Round the Clock», впоследствии прозвучал в более поздних эпизодах, в частности в сериях «Время на исходе» и «Свадьба Ривер Сонг». Каналы, которые вставляли перед показом специальные вступления от лица Эми Понд, использовали в качестве фоновой музыки трек «Locked On». Для эпизодов «Невозможный астронавт» / «День Луны», «Хороший человек идёт на войну», «Давайте убьём Гитлера» и «Свадьба Ривер Сонг» Мюррей Голд создал вариации основной темы Ривер, «A River of Tears» (треки «Melody Pond», «Forgiven», «The Wedding of River Song»), а для «Мятежной плоти» / «Почти люди» и «Девочка, которая ждала» были написаны вариации темы Эми Понд (треки «Little Amy», «Amy in the TARDIS» «Amy’s Theme»). Кроме того, были созданы аранжировки треков «All the Strange, Strange Creatures» и «The Doctor’s Theme».

## Список треков
| Диск | №  | Название                                         | Время | Эпизода                               |
| ---- | -- | ------------------------------------------------ | ----- | ------------------------------------- |
| 1    | 1  | «I Am the Doctor in Utah»                        | 1:44  | «Невозможный астронавт» / «День Луны» |
| 1    | 2  | «1969»                                           | 2:01  | «Невозможный астронавт» / «День Луны» |
| 1    | 3  | «The Impossible Astronaut»                       | 3:13  | «Невозможный астронавт» / «День Луны» |
| 1    | 4  | «Trust Me»                                       | 1:39  | «Невозможный астронавт» / «День Луны» |
| 1    | 5  | «Help Is On Its Way»                             | 3:59  | «Невозможный астронавт» / «День Луны» |
| 1    | 6  | «Another Perfect Prison»                         | 0:53  | «Невозможный астронавт» / «День Луны» |
| 1    | 7  | «Greystark Hall»                                 | 2:53  | «Невозможный астронавт» / «День Луны» |
| 1    | 8  | «Apollo 11»                                      | 0:54  | «Невозможный астронавт» / «День Луны» |
| 1    | 9  | «Day of the Moon»                                | 2:43  | «Невозможный астронавт» / «День Луны» |
| 1    | 10 | «I See You Silence»                              | 1:05  | «Невозможный астронавт» / «День Луны» |
| 1    | 11 | «You’re a Dead Man»                              | 1:40  | «Проклятие чёрной метки»              |
| 1    | 12 | «Deadly Siren»                                   | 5:30  | «Проклятие чёрной метки»              |
| 1    | 13 | «Perfect Reflection»                             | 1:03  | «Проклятие чёрной метки»              |
| 1    | 14 | «All for One»                                    | 3:48  | «Проклятие чёрной метки»              |
| 1    | 15 | «The Curse of the Black Spot»                    | 1:14  | «Проклятие чёрной метки»              |
| 1    | 16 | «I’ve Got Mail»                                  | 0:45  | «Жена Доктора»                        |
| 1    | 17 | «My TARDIS»                                      | 1:29  | «Жена Доктора»                        |
| 1    | 18 | «Run, Sexy»                                      | 1:57  | «Жена Доктора»                        |
| 1    | 19 | «Locked On»                                      | 1:07  | «Жена Доктора»                        |
| 1    | 20 | «The Chemical Castle»                            | 1:30  | «Мятежная плоть» / «Почти люди»       |
| 1    | 21 | «Which One Is the Flesh?»                        | 1:39  | «Мятежная плоть» / «Почти люди»       |
| 1    | 22 | «Scanning Me»                                    | 2:30  | «Мятежная плоть» / «Почти люди»       |
| 1    | 23 | «Ransacked»                                      | 2:01  | «Мятежная плоть» / «Почти люди»       |
| 1    | 24 | «Always with the Rory»                           | 1:22  | «Мятежная плоть» / «Почти люди»       |
| 1    | 25 | «Double Doctor»                                  | 2:02  | «Мятежная плоть» / «Почти люди»       |
| 1    | 26 | «Tell Me the Truth»                              | 3:48  | «Мятежная плоть» / «Почти люди»       |
| 1    | 27 | «Loving Isn’t Knowing (The Almost People Suite)» | 5:29  | «Мятежная плоть» / «Почти люди»       |
| 1    | 28 | «River’s Waltz»                                  | 1:50  | «Хороший человек идёт на войну»       |
| 1    | 29 | «Pop»                                            | 1:36  | «Хороший человек идёт на войну»       |
| 1    | 30 | «Tell Me Who You Are»                            | 1:52  | «Хороший человек идёт на войну»       |
| 1    | 31 | «Melody Pond»                                    | 2:36  | «Хороший человек идёт на войну»       |
| 2    | 1  | «Growing Up Fast»                                | 1:21  | «Давай убьём Гитлера»                 |
| 2    | 2  | «The Blush of Love»                              | 1:22  | «Давай убьём Гитлера»                 |
| 2    | 3  | «Terror of the Reich»                            | 3:05  | «Давай убьём Гитлера»                 |
| 2    | 4  | «The British Are Coming»                         | 1:07  | «Давай убьём Гитлера»                 |
| 2    | 5  | «A Very Unusual Melody»                          | 2:52  | «Давай убьём Гитлера»                 |
| 2    | 6  | «When a River Forms»                             | 1:32  | «Давай убьём Гитлера»                 |
| 2    | 7  | «Pay Attention, Grown Ups»                       | 2:10  | «Давай убьём Гитлера»                 |
| 2    | 8  | «The Enigma of River Song»                       | 3:58  | «Давай убьём Гитлера»                 |
| 2    | 9  | «Bedtime for George»                             | 2:24  | «Ночные кошмары»                      |
| 2    | 10 | «Tick Tock Round the Clock»                      | 2:11  | «Ночные кошмары»                      |
| 2    | 11 | «A Malevolent Estate»                            | 3:56  | «Ночные кошмары»                      |
| 2    | 12 | «Night Terrors»                                  | 1:19  | «Ночные кошмары»                      |
| 2    | 13 | «Apalapucia»                                     | 1:29  | «Девочка, которая ждала»              |
| 2    | 14 | «36 Years»                                       | 0:55  | «Девочка, которая ждала»              |
| 2    | 15 | «Lost in the Wrong Stream»                       | 3:25  | «Девочка, которая ждала»              |
| 2    | 16 | «The Hotel Prison»                               | 0:47  | «Комплекс Бога»                       |
| 2    | 17 | «Room of Your Dreams»                            | 1:21  | «Комплекс Бога»                       |
| 2    | 18 | «Fear Enough»                                    | 1:17  | «Комплекс Бога»                       |
| 2    | 19 | «What’s Left to Be Scared of?»                   | 1:00  | «Комплекс Бога»                       |
| 2    | 20 | «Rita Praises»                                   | 1:07  | «Комплекс Бога»                       |
| 2    | 21 | «Stormageddon, Dark Lord of All»                 | 1:33  | «Время на исходе»                     |
| 2    | 22 | «Definitely Going»                               | 1:56  | «Время на исходе»                     |
| 2    | 23 | «Over Your Shoulder»                             | 1:11  | «Время на исходе»                     |
| 2    | 24 | «Ladieswear»                                     | 0:45  | «Время на исходе»                     |
| 2    | 25 | «Fragrance»                                      | 2:17  | «Время на исходе»                     |
| 2    | 26 | «My Time Is Running Out»                         | 4:55  | «Время на исходе»                     |
| 2    | 27 | «Tick Tock (Vocal Track)»                        | 1:23  | «Свадьба Ривер Сонг»                  |
| 2    | 28 | «5:02 PM»                                        | 2:43  | «Свадьба Ривер Сонг»                  |
| 2    | 29 | «The Head Of An Enemy»                           | 1:15  | «Свадьба Ривер Сонг»                  |
| 2    | 30 | «My Silence»                                     | 1:12  | «Свадьба Ривер Сонг»                  |
| 2    | 31 | «Brigadier Lethbridge-Stewart»                   | 2:19  | «Свадьба Ривер Сонг»                  |
| 2    | 32 | «Forgiven»                                       | 2:31  | «Свадьба Ривер Сонг»                  |
| 2    | 33 | «Time Is Moving»                                 | 1:31  | «Свадьба Ривер Сонг»                  |
| 2    | 34 | «The Wedding of River Song»                      | 5:32  | «Свадьба Ривер Сонг»                  |
| 2    | 35 | «The Majestic Tale (of a Madman in a Box)»       | 4:01  | «День Луны»                           |